# Jean Martin De Ron
Jean Martin de Ron, född 13 november 1789 i Stockholm, död 20 februari 1817 i Lissabon, var en svensk affärsman och tonsättare.
Jean Martin De Ron var son till handelsmannen Jacob de Ron som på 1770-talet slagit sig ned i Sverige. Han erhöll tidigt en omfattande musikalisk uppfostran och utbildades på flera instrument, bland annat klarinett och fagott. Troligen var Bernhard Crusell hans lärare. De Ron ägnade sig dock aldrig åt musiken som yrke utan blev liksom fadern köpman och genomreste som representant för faderns firma stora delar av Europa.
Hans första stråkkvartett är daterad 1811 och enligt en anteckning på manuskriptet komponerad i Amsterdam. En annan av hans stråkkvartetter daterad 1816 bär en anteckning som antyder att den skulle vara komponerad under en resa från Lissabon till Dublin. Han var under en längre tid bosatt i Portugal, och lät behandla musiklivet i Lissabon och Oporto i en serie uppsatser i Leipziger Allgemeine Musikzeitung. Han rönte viss uppmärksamhet under sin samtid men glömdes snart bort. En variationssats för klarinett och orkester och en polonäs för fagott och orkester är de enda verk som trycktes. En Canzonette med italiensk text för en röst och piano och en samling »Cancions Espanholes» med spansk text för en röst med piano eller gitarr är troligen inte originalverk av De Ron utan bearbetningar av italienska och spanska folkvisor. En stråkkvartett i f-moll trycktes av sällskapet för musikforskning 1940.

## Verk

### Orkester
- Andante och polonäs i B-dur, opus 2, för fagott och orkester.[5]
- Finskt tema med variationer i B-dur, opus 3, för klarinett och orkester.[5]

### Kammarmusik
- Kvintett i Eb-dur, opus 1, för pianoforte, flöjt, klarinett, horn och fagott.[5]
- Stråkkvartett i C-dur. Komponera juni 1811 i Amsterdam.[5]
- Stråkkvartett i f-moll.[5]
- Stråkkvartett i d-moll.[5]
- Stråkkvartett i B-dur.[5]
- Stråkkvartett i c-moll. Ombord på den engelska Brigg Mary från Lissabon till Dublin i juni 1816.[5]
- Trio i F-dur för fortepiano, klarinett och fagott.[5]

### Piano
- Lundum da Bahia i C-dur.[5]